# Фонтанези-Санта Луча (Козенца)
Фонтанези-Санта Луча је насеље у Италији у округу Козенца, региону Калабрија.
Према процени из 2011. у насељу је живело 694 становника. Насеље се налази на надморској висини од 453 м.